# Vivat Vinum
VIVAT VINUM ist ein Fernsehmagazin, das derzeit österreichweit auf ORF III ausgestrahlt wird. Moderatorin und Produzentin ist Marguerita Kasal (Stand: 2018).
Der Sendungsinhalt umfasst die Präsentation von Weinen, hauptsächlich österreichischen Winzern, deren Arbeit im Weingarten und Weinkeller. Weitere inhaltliche Schwerpunkte sind Vorankündigungen und Nachberichterstattungen von Weinprämierungen und Weinfesten, wodurch das Magazin auch eine gewisse Freizeitorientierung hat. Abgerundet wird das Ganze durch Informationen über Heurigenlokale und Restaurants mit gut sortierten Weinkarten, sowie alles was gebraucht wird, um Wein produzieren und genießen zu können – vom Korken bis hin zum Glas.
Vivat Vinum wird von der Film- und Videoproduktionsfirma MCO-TV seit Dezember 2003 produziert und ist das erste TV-Weinmagazin im deutschsprachigen Raum. Alle 2 Wochen gibt es eine neue Folge von VIVAT VINUM.
Die Zielgruppe des Magazins sind alle Weinfreunde und -interessierte ohne Altersbeschränkung.